# Yanaqucha (Junín)
Yanaqucha (en Quechua : yana noir, très sombre, et lac qucha, "lac noir", orthographe hispanique Yanacocha) est un lac de la région de Junín au Pérou. Il est situé dans la province de Junín, au nord du district de Carhuamayo, au nord de la montagne Yanahirka (quechua pour "montagne noire", hispanisé Yanajirca). 